# Józef Klasa
Józef Bronisław Klasa (ur. 5 września 1931 w Grobli, zm. 4 czerwca 2023) – polski polityk i działacz PZPR. Poseł na Sejm PRL VI kadencji, ambasador PRL na Kubie, w Meksyku i w Maroku.

## Życiorys
Syn Ludwika i Marii. W latach 1946–1948 był pracownikiem spółdzielni „Społem” i „Samopomoc Chłopska” oraz członkiem Związku Młodzieży Wiejskiej RP „Wici”. Następnie (do 1950) należał do Związku Akademickiego Młodzieży Polskiej. Także w 1950 wstąpił do Polskiej Zjednoczonej Partii Robotniczej. Od 1949 do 1951 był słuchaczem Uniwersyteckich Studiów Przygotowawczych w Krakowie. W 1956 ukończył Szkołę Główną Służby Zagranicznej. W latach 1956–1957 pracował w Ministerstwie Spraw Zagranicznych. Od 1957 do 1960 był sekretarzem do spraw propagandy w Komitecie Dzielnicowym PZPR w Warszawie Śródmieściu. Od 1960 do 1961 pełnił funkcję naczelnika Wydziału Polonii MSZ.
W 1961 został konsulem generalnym PRL w Lille i pozostał na tym stanowisku przez pięć lat. Od 1966 pracował w MSZ jako dyrektor departamentu. W 1969 wyjechał na Kubę, gdzie do 1971 pełnił funkcję ambasadora PRL. Dzięki jego prośbie w 1972 Fidel Castro odwiedził Kraków. W latach 1971–1975 był I sekretarzem Komitetu Wojewódzkiego PZPR w Krakowie, ponadto od grudnia 1973 do maja 1975 kierował prezydium Wojewódzkiej Rady Narodowej tamże. Od 1975 do 1980 przebywał na placówce dyplomatycznej jako ambasador PRL w Meksyku. Dodatkowo akredytowany w Nikaragui, Hondurasie, Panamie i Kostaryce (1975, 1980). W latach 1972–1976 był członkiem Komitetu Centralnego PZPR oraz posłem na Sejm PRL VI kadencji z okręgu Kraków. Wchodził również w skład Rady Redakcyjnej organu teoretycznego i politycznego KC PZPR „Nowe Drogi”.
We wrześniu 1980 został kierownikiem wydziału prasy, radia i telewizji KC; w czerwcu 1981 podał się do dymisji. Od 1982 do 1986 był ambasadorem PRL w Maroku. W latach 1984–1990 był sekretarzem generalnym Towarzystwa „Polonia”, z jego inicjatywy został powołany w Krakowie oddział tego towarzystwa. 
W latach 1988–1990 członek Rady Ochrony Pamięci Walk i Męczeństwa. Od 1990 do 1998 pełnił funkcję dyrektora w Generalnym Przedstawicielstwie Mercedes-Benz w Polsce. 
Ostatnie lata spędził w Głogoczowie. Zmarł 4 czerwca 2023, pięć dni później pochowany na cmentarzu Rakowickim. 

## Odznaczenia
W okresie PRL otrzymał Krzyż Oficerski i Kawalerski Orderu Odrodzenia Polski, Order Sztandaru Pracy II klasy, Złoty Krzyż Zasługi oraz Medal 30-lecia Polski Ludowej (1974). 2 czerwca 2005 został odznaczony przez prezydenta RP Aleksandra Kwaśniewskiego Krzyżem Komandorskim Orderu Odrodzenia Polski, w uznaniu wybitnych zasług dla zachowania dziedzictwa narodowego, za działalność w Stowarzyszeniu „Kuźnica”. W 1986 odznaczony Wielką Wstęgą marokańskiego Orderu Alawitów.